# Verricourt
Verricourt település Franciaországban, Aube megyében. Lakosainak száma 60 fő (2022. január 1.). Verricourt Avant-lès-Ramerupt, Brillecourt, Coclois, Longsols, Magnicourt és Pougy községekkel határos.

## Népesség
A település népessége az elmúlt években az alábbi módon változott:
| Lakosok száma | 58   | 30   | 38   | 42   | 44   | 48   | 53   | 56   | 58   | 60   |
|               | 1968 | 1982 | 1990 | 2006 | 2013 | 2015 | 2017 | 2019 | 2020 | 2022 |